# Ергард Вендельбергер
Ергард Вендельбергер (нім. Erhard Wendelberger; 19 жовтня 1921, Клаттау, Чехословаччина — 7 жовтня 2004, Мюнхен, Німеччина) — німецький офіцер-підводник, оберлейтенант-цур-зее крігсмаріне.

## Біографія
1 грудня 1939 року вступив на флот. З 1 травня по 16 жовтня 1941 року пройшов курс вахтового офіцера на підводному човні U-205, на якому взяв участь у двох походах в Північну Атлантику. 16 жовтня 1941 року переданий в розпорядження 3-ї флотилії. З 24 листопада 1941 по 28 березня 1942 року пройшов курс підводника, після чого був переданий в розпорядження 6-ї флотилії. З 19 травня 1942 року — додатковий вахтовий офіцер на U-516. В серпні 1942 року направлений на будівництво U-450. З 12 вересня 1942 року — 1-й вахтовий офіцер на U-450, з квітня 1943 по лютий 1944 року — 1-й вахтовий офіцер на U-309, на якому взяв участь у двох походах в Північну Атлантику. 16-31 березня 1944 року пройшов курс кермування, з 1 квітня по 15 травня — курс командира човна, після чого був призначений вахтовим офіцером в 21-шу флотилію. З 23 листопада 1944 року — командир U-720. 5 травня 1945 року здався британським військам на островах Гельголанд.

## Звання
- Кандидат в офіцери (1 грудня 1939)
- Морський кадет (1 травня 1940)
- Фенріх-цур-зее (1 листопада 1940)
- Оберфенріх-цур-зее (1 листопада 1941)
- Лейтенант-цур-зее (1 квітня 1942)
- Оберлейтенант-цур-зее (1 грудня 1943)

## Нагороди
- Залізний хрест 2-го класу (8 листопада 1943)
- Нагрудний знак підводника (15 лютого 1944)